# Saint-Pardoux (Deux-Sèvres)
 Saint-Pardoux  es una población y comuna francesa, situada en la región de Poitou-Charentes, departamento de Deux-Sèvres, en el distrito de Parthenay y cantón de Mazières-en-Gâtine.

## Demografía
| 1483 | 1378 | 1183 | 1184 | 1202 | 1291 |
| Para los censos de 1962 a 1999 la población legal corresponde a la población sin duplicidades (Fuente: INSEE [Consultar]) |      |      |      |      |      |